# Imielnica
Imielnica – wieś sołecka w Polsce, położona w województwie świętokrzyskim, w powiecie jędrzejowskim, w gminie Imielno.
| SIMC    | Nazwa      | Rodzaj     |
| ------- | ---------- | ---------- |
| 0239563 | Choiny     | kolonia    |
| 0239570 | Gawronówka | kolonia    |
| 0239557 | Piachy     | przysiółek |

W latach 1975–1998 miejscowość administracyjnie należała do województwa kieleckiego.